# テイソーの指示楕円

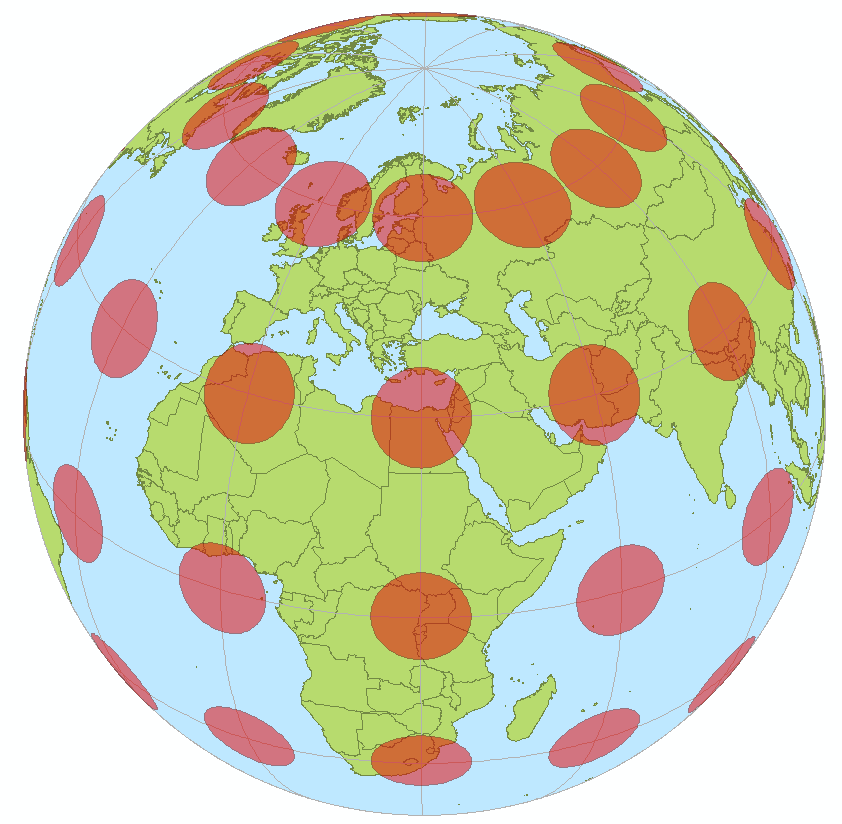
地球上でのテイソーの指示楕円のイメージ

テイソーの指示楕円（テイソーのしじだえん、英: Tissot's indicatrix）とは、地図の中に一定規則の楕円を描くことで、その地図の投影法による歪みを視覚的に表現するものである。19世紀の地図学者ニコラ・オーギュスト・ティソにより考案された。ティソーの示誤楕円、ティソーの標形とも呼ぶ。
地球表面に同じ直径の小さな円を多数描いたと仮定し、その地球表面を当該投影法で描写して、地図上でそれらの円がどのように歪むかを見る。地図上でも円となる地点については、小さな図形であれば形の歪みが起きない。楕円となる地点では形の歪みが起こるが、小さな図形であれば、元の図形を楕円の長軸方向へ引き伸ばした変形で近似できる。つまり近くの楕円との長軸の向きの違いは、歪みの向きの違いになる。円・楕円の大きさは縮尺の変化を表す。
正角図法であれば全てが円となるが、縮尺変化に応じて円の大きさが変わる。正積図法であれば楕円の面積が全て同じとなる。正距図法であれば、「正距」となる方向の楕円の直径が一定になる。
しかし、地図中に多数引かれている経線や緯線、世界地図に関する事前知識や先入観（正誤問わず）、さらに似たような楕円が多数並んでいる事などから錯視が引き起こされる場合もあり、「地図の歪み」という本来の目的を直感的に理解しやすいかどうかは微妙な面もある。
- メルカトル図法の場合。正角図法なので全て円となる。
- ミラー図法の場合
- 横メルカトル図法（中心経線が東経135度-西経45度）の場合
- 平射図法の場合
- パース・クインカンシャル図法の場合。経度の方向をわずかにずらしており、特異点を含む4つの円だけ歪みが大きい。
- 正距方位図法の場合
- サンソン図法の場合
- モルワイデ図法の場合
- ハンメル図法の場合
- 正距円筒図法の場合
- ランベルト正積円筒図法の場合
- ヴィンケル第三図法の場合
- ガル・ピーターズ図法の場合
- ロビンソン図法の場合
- ベールマン図法の場合